# 她和她的小鬼們
《她和她的小鬼們》（英語：Short Term 12）是一部2013年的美國電影，由德斯汀·丹尼爾·克雷頓執導，布麗·拉森、小約翰·蓋勒格、凯特琳·德弗、雷米·馬利克、凱斯·史坦費爾德、史蒂芬妮·碧翠絲、主演。

## 演員
- 布丽·拉尔森 飾
- 小約翰·蓋勒格 飾
- 凯特琳·德弗 飾
- 雷米·馬利克 飾
- 凱斯·史坦費爾德 飾
- 飾
- 飾
- 史蒂芬妮·碧翠絲 飾
- 飾
- 飾
- 飾
- 飾

## 外部連結
- 開眼電影網上《她和她的小鬼們》的資料（繁體中文）
- 豆瓣电影上《她和她的小鬼們》的資料 （简体中文）
- 时光网上《她和她的小鬼們》的資料（简体中文）
- AllMovie上《她和她的小鬼們》的资料（英文）
- 爛番茄上《她和她的小鬼們》的資料（英文）
- Box Office Mojo上《她和她的小鬼們》的資料（英文）
- Metacritic上《她和她的小鬼們》的資料（英文）
- 互联网电影数据库（IMDb）上《她和她的小鬼們》的资料（英文）